# Alfons VIII., kastiljski kralj
Alfons VIII. Plemeniti (španjolski Alfonso el Noble) (11. studenog 1155. - 6. listopada 1214.) bio je kralj Kastilje od 1158. godine do svoje smrti, a bio je i kralj Toleda. Bio je sin Blanke Navarske i Sanča III. Željenog te unuk Alfonsa VII. Leonskog i Kastiljskog, a zavladao je de jure kad je imao samo tri godine. 
1159. maleni je Alfons postao štićenik Garcíje Garcésa de Aze. 1160. regent za Alfonsa je postao Manrique Pérez de Lara. Alfons je poslan da živi u Ávilu.
Kad je imao 15 godina, Alfons je počeo uvoditi red u svoje kraljevstvo te je čak osnovao Plasenciju 1186. 1212. papa Inocent III. je pozvao Europljane u križarski pohod. Kastiljci su krenuli vođeni Alfonsom. Pobjeda koju je Alfons nad Maurima izborio zajedno s drugim španjolskim kršćanskim vladarima, bila je ključan događaj u sedmostoljetnom potiskivanju maurske vlasti s Pirenejskoga poluotoka.
Alfons je osnovao prvo španjolsko sveučilište, u Palenciji. Umro je u Gutierre-Muñozu.
U filmu Židovka iz Toleda Alfonsa glumi Franz Höbling.

## Osobni život
Alfons je oženio Eleonoru, kćer Henrika II. Engleskog. Eleonora je bila moćna koliko i Alfons, a nakon što je on preminuo, Eleonora je bila toliko shrvana da nije mogla voditi pogreb te je uskoro i sama umrla.
Ovo su djeca Eleonore i Alfonsa:
- Berengarija Kastiljska, kraljica Leona
- Sančo (5. travnja 1181. – 26. 1181.)
- Henrik (1182. – 1184.)
- Sanča
- Ferdinand
- Sančo?
- Uraka Kastiljska, kraljica Portugala[8]
- Blanka Kastiljska
- Ferdinand Kastiljski (1189. – 1211.)
- Mafalda
- Konstanca
- Leonora Kastiljska (umrla 1244.)[9]
- Henrik I. Kastiljski

Čini se da je Alfons imao ljubavnicu Rahelu, koja je bila Židovka.